# Lijst van uitgestorven dieren in Vlaanderen
Dit is een lijst van uitgestorven dieren in Vlaanderen.
Er zijn in België 40 à 50.000 soorten planten en dieren, waarvan 80% in Vlaanderen voorkomen. Hiervan zijn 75% ongewervelden, 24% planten en 1% vogels, zoogdieren, reptielen en amfibieën. Van een aantal soortengroepen zijn er Rode Lijsten geproduceerd en daaruit blijkt dat ongeveer een derde van de Vlaamse soorten kwetsbaar tot uitgestorven is.
Van de grijze walvis (Eschrichtius robustus), die ooit voorkwam in de Noordzee, is fossiel materiaal teruggevonden dat is gedateerd op 340 jaar voor Christus. In de Romeinse periode waren er belangrijke broedplaatsen voor de kroeskoppelikaan (Pelecanus crispus) te vinden bij de monding van de Schelde. Ook de noordkaper (Eubalaena glacialis), een walvissoort die in het verleden ook voorkwam van de Golf van Biskaje tot Noorwegen, is volledig verdwenen. Vermoed wordt dat vissers de laatste exemplaren tegen het einde van de Middeleeuwen hebben gevangen.
Er zijn dieren die vroeger ooit in Vlaanderen werden waargenomen en die nu wereldwijd zijn uitgestorven, zoals bijvoorbeeld de reuzenalk (Pinguinus impennis), het Europees wild paard, (Equus ferus) en de oeros (Bos primigenius primigenius).
Naast deze dieren die wereldwijd uitgestorven zijn, zijn er ook dieren die recent uit Vlaanderen verdwenen zijn, maar gelukkig nog wel op andere plekken in de wereld voorkomen. Op deze pagina kunt u informatie vinden over de zoogdieren, vogels, reptielen, amfibieën, vissen, landslakken, dagvlinders, libellen, sprinkhanen, waterwantsen, spinnen, loopkevers, dansvliegen en slankpootvliegen die in Vlaanderen uitgestorven zijn. Van de diergroepen waarvoor Rode Lijsten geproduceerd zijn is er alleen bij de mieren nog geen soort uitgestorven.
Tot slot zijn er nog twee soorten die niet meer echt in Vlaanderen voorkomen, maar die alleen als toevallige voorbijgangers uit de buurlanden of uit Wallonië af en toe worden opgemerkt, namelijk everzwijn (Sus scrofa scrofa) en lynx (Lynx lynx lynx). Het everzwijn heeft wel een kleine populatie(uitloper) vanuit Wallonië die in de Voerstreek voorkomt.

## Zoogdieren
- Alces alces - Eland
- Bos primigenius primigenius - Oeros
- Equus ferus - Noordwestelijk Europees Paard
- Eschrichtuis robustus - Grijze walvis (340 v. C.)
- Eubalaena glacialis - Noordkaper (einde Middeleeuwen)
- Mustela lutreola - Europese nerts (19e eeuw)
- Rhinolophus ferrumequinum - Grote hoefijzerneus (1995)
- Rhinolophus hipposideros - Kleine hoefijzerneus (1975)
- Tursiops truncatus - Tuimelaar (1932)
- Ursus arctos - Bruine beer (13e eeuw)

## Vogels
- Anthus campestris - Duinpieper
- Chlidonias niger - Zwarte stern
- Emberiza hortulana - Ortolaan
- Pelecanus crispus - Kroeskoppelikaan (Romeinse periode)
- Philomachus pugnax - Kemphaan
- Pinguinus impennis - Reuzenalk (Romeinse periode)
- Tetrao tetrix - Korhoen (1992)
- Upupa epops - Hop

## Amfibieën
- Bombina variegata - Geelbuikvuurpad

## Vissen
- Alosa alosa alosa - Elft
- Alosa fallax fallax - Fint
- Coregonus lavaretus - Grote marene
- Coregonus oxyrinchus - Noordzeehouting
- Salmo salar - Atlantische zalm
- Salmo trutta trutta - Zeeforel
- Silurus glanis - Europese meerval
- Thymallus thymallus - Vlagzalm

## Landslakken
- Acicula fusca - Gegroefde naaldslak
- Bradybaena fruticum - Gewone struikslak
- Pomatias elegans - Geruite rondmondhoren

## Insecten

### Dagvlinders
- Aporia crataegi - Groot geaderd witje
- Argynnis adippe - Adippevlinder
- Argynnis aglaja - Grote parelmoervlinder
- Argynnis niobe - Duinparelmoervlinder
- Boloria euphrosyne - Zilvervlek
- Coenonympha hero - Zilverstreephooibeestje
- Erynnis tages - Bruin dikkopje
- Euphydryas aurinia - Moerasparelmoervlinder
- Hipparchia statilinus - Kleine heivlinder
- Limenitis populi - Grote ijsvogelvlinder
- Maculinea teleius - Pimpernelblauwtje
- Melitaea athalia - Bosparelmoervlinder
- Melitaea diamina - Woudparelmoervlinder
- Nymphalis antiopa - Rouwmantel
- Plebeius idas - Vals heideblauwtje
- Pyrgus armoricanus - Bretons spikkeldikkopje

### Libellen
- Aeshna subarctica - Noordse glazenmaker
- Coenagrion mercuriale - Mercuurwaterjuffer
- Coenagrion scitulum - Gaffelwaterjuffer
- Epitheca bimaculata - Tweevlek
- Nehalennia speciosa - Dwergjuffer
- Leucorrhinia caudalis - Sierlijke witsnuitlibel
- Leucorrhinia pectoralis - Gevlekte witsnuitlibel
- Onychogomphus forcipatus - Kleine tanglibel
- Oxygastra curtisii - Bronslibel

### Sprinkhanen
- Decticus verrucivorus - Wrattenbijter
- Gampsocleis glabra - Kleine wrattenbijter
- Locusta migratoria - Europese treksprinkhaan
- Psophus stridulus - Klappersprinkhaan
- Tetrix bipunctata - Bosdoorntje

### Waterwantsen
- Gerris lateralis - Rossige schaatsenrijder

### Loopkevers
- Aepus marinus
- Agonum lugens
- Amara strenua
- Anisodactylus poeciloides
- Bembidion atrocaeruleum
- Bembidion monticola
- Bembidion tenellum
- Bembidion tibiale
- Brachinus sclopeta
- Calosoma maderae
- Carabus convexus
- Cymindis axillaris
- Dromius fenestratus
- Dyschirius impunctipennis
- Dyschirius nitidus
- Harpalus atratus
- Harpalus azureus
- Harpalus cordatus
- Harpalus dimidiatus
- Harpalus honestus
- Harpalus melancholicus
- Harpalus nitidulus
- Harpalus sabulicola
- Harpalus signaticornis
- Harpalus solitaris
- Lebia cruxminor
- Lebia cyanocephala
- Lebia marginata
- Pterostichus interstinctus
- Pterostichus kugelanni
- Pterostichus longicollis
- Pterostichus punctulatus

### Dansvliegen
- Chelifera stigmatica
- Chersodromia arenaria
- Chersodromia speculifera
- Clinocera stagnalis
- Dolichocephala engeli
- Empis femorata
- Empis variegata
- Hemerodromia unilineata
- Hilara bistriata
- Hilara brevivittata
- Hilara griseola
- Hilara intermedia
- Hilara primula
- Hilara tenella
- Platypalpus albifacies
- Platypalpus analis
- Platypalpus fuscicornis
- Platypalpus pseudorapidus
- Platypalpus sylvicola
- Ragas unica
- Rhamphomyia maculipennis
- Rhamphomyia variabilis
- Syneches muscarius
- Tachydromia connexa
- Tachydromia woodi
- Trichina bilobata

### Slankpootvliegen
- Argyra hoffmeisteri
- Diaphorus disjunctus
- Diaphorus hoffmannseggi
- Diaphorus winthemi
- Dolichopus cilifemoratus
- Dolichopus eurypterus
- Dolichopus plumitarsis
- Hercostomus chetifer
- Hercostomus germanus
- Hercostomus longiventris
- Hydrophorus balticus
- Liancalus virens
- Neurigona pallida
- Orthoceratium lacustre
- Poecilobothrus regalis
- Rhaphium auctum
- Rhaphium nigribarbatum
- Rhaphium quadrispinosum
- Sybistroma crinipes
- Sybistroma sciophilus
- Tachytrechus ammobates
- Xanthochlorus ultramontanus

## Spinnen
- Alopecosa cursor - Zandpanterspin of Snelle panterspin
- Aulonia albimana - Withandje
- Cheiracanthium punctorium - Grote bermzakspin
- Eresus cinnaberinus - Herfstvuurspin
- Heliophanus aeneus - Rechte Blinker
- Oxyopes heterophthalmus - Gewone Lynxspin
- Pardosa paludicola - Veenwolfspin
- Pirata knorri - Beekpiraat
- Xysticus lineatus - Gestreepte struikkrabspin

## Geherintroduceerd of teruggekeerd
- Barbastellus barbastellus - Mopsvleermuis
- Castor fiber - Bever (Verdwenen in 1848, vanuit Wallonië terug in 2000)
- Natrix natrix - Ringslang (Geherintroduceerd in 1960-1970 in Geel)
- Aulonia albimana - Withandje (hervondst in 1999, Mechelse Heide en snelwegbermen A2-E314, sinds toen waarnemingen Vallei van de Zijpbeek in Rekem-Lanklaar, Tiense bezinkingsputten Tienen)
- Eresus sandaliatus - Lentevuurspin (hervondst in 2009)
- Lutra lutra - Otter (Eind oktober 2017 werd er een broedplaats ontdekt in de noordelijke Scheldevallei, daarvoor al meermaals waargenomen via cameravallen)
- Cervus elaphus - Edelhert (Verdwenen in de 19e eeuw, Sinds 2014 geregistreerd als kwetsbaar in Vlaanderen)
- Felis sylvestris - Wilde kat (Verdwenen in de 19e eeuw, momenteel nog ernstig bedreigd)
- Petromyzon marinus - Zeeprik (Opnieuw aangetroffen sinds 2010)
- Lota lota - Kwabaal (Geherintroduceerd in 2005 in de Grote Nete en de Bosbeek)
- Canis Lupus - Wolf (Uitgestorven in 1886, teruggekeerd uit Duitsland rond  januari 2018 in Leopoldsburg)